# Jean de Genève (comte)
Pour les articles homonymes, voir Aymon de Genève.
Jean (Janus) de Genève (en latin Johannes de Gebennis), mort en 1370, est comte de Genève de 1369 à 1370. Il est le fils de Amédée III, comte de Genève, et de Mathilde d'Auvergne.

## Histoire

### Origines
Jean ou Janus est le fils du comte de Genève Amédée III, et de Mathilde d'Auvergne, dite « Mahaut d'Auvergne », dite aussi « de Boulogne », fille de Robert VII, comte d'Auvergne et comte de Boulogne (1314-1325), et de Marie de Flandres, sa seconde femme,,,. Son année de naissance est inconnue.
Il a deux frères aînés, Aymon († 1367) et Amédée († 1368), et deux benjamins, Pierre († 1393) , Robert (né vers 1342-† 1394), qui se succèderont à la tête du comté de Genève.

### Formation
Il étudie le droit canonique à Bologne.
Il est reçu chanoine-comte, au sein du Chapitre de Saint-Jean de Lyon, en 1349 ou 1359. Il est à Paris quatre ans plus tard. Il est pourvu des canonicats de Reims, d'Amiens, de Valladolid et de Tours en 1365.

### Comte de Genève, règne court
Son frère aîné, Amédée, qui a lui-même succédé à l'aîné, Aymon, à la tête du comté de Genève, meurt le 4 décembre 1369,. Jean devient le nouveau comte de Genève. Il résigne les différents bénéfices qu'il avait obtenu.
Son règne, tout comme celui de son aîné est court. Il approuve le traité du décembre 1369, signé par son frère avec le roi de France.
Malade, Jean de Genève teste, à Annecy, le 21 septembre 1370, instituant son frère Pierre comme successeur. Le 23 septembre, il ajoute un codicille par lequel il substitue pour la part de sa mère, Godefroi de Boulogne, son oncle, comme héritier, puis Jean de Boulogne, son cousin.
Jean de Genève semble mourir vers la fin du mois de septembre. Certains auteurs ont pu donner l'année 1371, toutefois Duparc fait remarquer que Pierre, prend déjà le titre de comte dans un acte du 4 novembre 1370.